# Станиславчик (Винницкая область)
Станиславчик (укр. Станіславчик) — село на Украине, находится в Жмеринском районе Винницкой области.
Код КОАТУУ — 0521085803. Население по переписи 2001 года составляет 2813 человек. Почтовый индекс — 23160. Телефонный код — 4332.
Занимает площадь 6,8 км².
В исторических документах 16-го века село называлось Юшков. Подольский губернатор Бахметьев пригласил из ближайших местечек — евреев-ремесленников и торговцев из Бара, Шаргорода, Копайгорода, Браилова, Немирова. Евреи открыли там мастерские и лавки. Станиславчик становится местечком. По переписи 1897 года в Станиславчике насчитывается уже более 5 тысяч человек, в том числе евреев — 1207. В 1923 году Станиславчик стал районным центром.
В селе действует храм Вознесения Господнего Жмеринского благочиния Винницкой епархии Украинской православной церкви.

## Адрес местного совета
23160, Винницкая область, Жмеринский р-н, с. Станиславчик, ул. Ленина